# 볼리비아 U-20 축구 국가대표팀
볼리비아 U-20 축구 국가대표팀(스페인어: selección de fútbol sub-20 de Bolivia)은 볼리비아를 대표하는 20세 이하의 축구 국가대표팀으로, 볼리비아의 축구 관리 기관인 볼리비아 축구 연맹의 관리를 받는다. CONMEBOL U-20 축구 선수권 대회에 총 24번 출전해 1981년과 1983년에 4위를 기록했다.